# Magliano di Tenna
Magliano di Tenna – miejscowość i gmina we Włoszech, w regionie Marche, w prowincji Fermo.
Według danych na styczeń 2009 gminę zamieszkiwało 1401 osób przy gęstości zaludnienia 179,2 os./1 km².